# 伊龙德和比龙
伊龙德和比龙（法語：Yronde-et-Buron，法語發音：[iʁɔ̃d e byʁɔ̃]）是法国多姆山省的一个市镇，位于该省中南部，属于克莱蒙费朗区。

## 地理
伊龙德和比龙（45°36'46"N, 3°15'17"E）面积14.79 平方千米，位于法国奥弗涅-罗讷-阿尔卑斯大区多姆山省，该省份为法国中南部省份，北起阿列省接壤，东临卢瓦尔省，南至上盧瓦爾省和康塔爾省，西接科雷兹省和克勒兹省。
与伊龙德和比龙接壤的市镇（或旧市镇、城区）包括：库德、奥尔贝伊、帕朗、圣巴贝勒、圣伊瓦纳、索瓦尼亚圣马尔特、维克勒孔特。

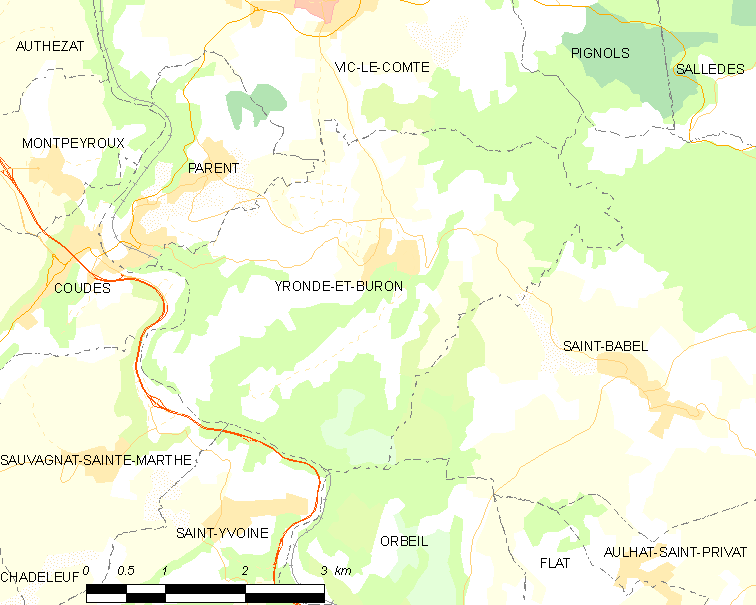
伊龙德和比龙的OSM定位图

伊龙德和比龙的时区为UTC+01:00、UTC+02:00（夏令时）。

## 行政
伊龙德和比龙的邮政编码为63270，INSEE市镇编码为63472。

## 政治
伊龙德和比龙所属的省级选区为维克勒孔特县。

## 人口

1962-2008年间伊龙德和比龙人口变化图示

伊龙德和比龙于2022年1月1日时的人口数量为643人。